# Vota la voce 1983
L'11ª edizione di Vota la voce è andata in onda su Canale 5 da Piazza Maggiore a Bologna in due serate il 22 e il 29 settembre del 1983.
Conduttori furono Claudio Cecchetto e Ramona Dell'Abate.
Vincitori dell'edizione furono: Lucio Dalla (miglior cantante maschile), Nada (miglior cantante femminile), Matia Bazar (miglior gruppo), Scialpi, Gruppo Italiano e Righeira (ex aequo miglior rivelazione), Miguel Bosé (miglior cantante straniero).

## Cantanti partecipanti
- Peter Gabriel - I Don't Remember
- Nada - Amore disperato
- Valentino - Domani è domenica
- Jim Diamond - Fifth of May
- Roberto Vecchioni - Medley
- Righeira - Vamos a la playa
- Tempi Duri - Jekyll
- Anna Oxa - Senza di me
- Ivano Fossati - La musica che gira intorno
- Rose Laurens - Africa
- Scialpi - Rocking rolling
- Matia Bazar - Elettrochoc
- Ricchi e Poveri - Mamma Maria
- Sandy Marton - Ok Run
- Richie Havens - Moonlight Rain
- Lucio Dalla - 1983
- America - My Kinda Woman
- Ivan Cattaneo - Bang bang
- Accademia - Verdi hit
- Miguel Bosé - Non siamo soli
- Banco - Moby Dick
- Christian - Nostalgia
- Loredana Bertè - Il mare d'inverno
- Club House - Medley
- Freur - Doot doot
- Ron - Per questa notte che cade giù
- Dori Ghezzi - Piccole donne
- Rossana Casale - Didin
- Marcella - Nell'aria
- Wall Street Crash - You don't have to say you love me
- Gruppo Italiano - Tropicana
- Gazebo - I like Chopin
- Vasco Rossi - Bollicine